# Ferenc Fricsay
Ferenc Fricsay (Budapest, 9 agosto 1914 – Basilea, 20 febbraio 1963) è stato un direttore d'orchestra ungherese naturalizzato austriaco.
Nel secondo dopoguerra, Fricsay divenne una figura cruciale nella ricostruzione della vita musicale tedesca. Secondo Yehudi Menuhin, se fosse vissuto più a lungo, Fricsay sarebbe stato il primo in grado di sfidare la supremazia di Karajan. "Era una mente brillante, e nessuno, né il pubblico né i musicisti, poteva resistere alla forza della sua convinzione."

## Biografia

### 1914-1920. Infanzia e introduzione alla musica
Ferenc Fricsay nasce a Budapest agli inizi della prima guerra mondiale, il 9 agosto 1914, da madre ebrea e padre cattolico. Suo padre, Richard Fricsay, è un violinista e il musicista militare di più alto rango dell'Ungheria all'epoca.
Fricsay ricorda così uno dei suoi primi incontri con la musica: "Mio padre era il direttore di una banda militare. Una volta, quando avevo solo quattro anni, durante uno dei concerti all'aperto d'estate che lui dirigeva, ero seduto accanto a mia madre in platea come al solito. Ma improvvisamente scomparii dal suo fianco, mi feci strada fino all'orchestra e mi posizionai dietro mio padre, imitando fedelmente ogni suo gesto." La sua performance improvvisata suscitò grande divertimento tra il pubblico, sebbene suo padre rimanesse concentrato, senza nemmeno girarsi. La scena proseguì finché uno degli organizzatori, riconoscendo che le risate sembravano fuori luogo con la serietà del brano in esecuzione, riportò delicatamente il giovane Ferenc al fianco di sua madre.
Riconoscendo il suo spiccato talento per la musica, i genitori di Ferenc decidono di fargli ricevere un'educazione musicale formale. A sei anni, Fricsay inizia a prendere lezioni di pianoforte, durante le quali sua madre attende pazientemente per ore, lavorando a maglia accanto ad altre madri.
Fricsay fa il suo debutto non ufficiale come direttore indipendente nell'aprile del 1925, all'età di 11 anni. Lui e alcuni compagni di classe decidono di omaggiare il professore di latino con una serenata per il suo compleanno. Fricsay racconta: "Ci riunimmo per le prove e scoprimmo che nella nostra classe c'erano sei violinisti, un violoncellista e due ragazzi in grado di suonare il pianoforte. Tuttavia, le abilità dei membri dell'orchestra erano gravemente limitate, poiché alcuni non riuscivano a gestire più di un diesis o un bemolle. Così scelsi la "Danza del Corteggiamento" da Lo Zingaro Barone e ci allenammo segretamente per sei settimane. Il giorno del compleanno del professore, la piccola orchestra di nove membri aspettò che si aprisse la porta della classe e poi suonò con grande entusiasmo. "Il nostro insegnante rimase a bocca aperta, pieno di sorpresa e gioia. Doveva essere commovente vedere dei ragazzini di 11 anni fare musica con tanto entusiasmo di propria iniziativa. Il professore fu sopraffatto e mostrò la sua gratitudine cancellando la nostra prima lezione. Questo fu il mio primo compenso."

### 1920-1933. Anni formativi
Dal 1920 al 1933 studia presso l'Accademia musicale Franz Liszt di Budapest, dove è allievo di Béla Bartók, Zoltán Kodály, Leó Weiner ed Ernst von Dohnányi. Qui, oltre a proseguire il suo studio del violino (di cui aveva appreso i rudimenti dal padre) con Gyula Mambriny e del pianoforte con Arnold Székely, impara a suonare il clarinetto sotto la guida di Alto Berner, prende lezioni di trombone e per qualche tempo si dedica persino alle percussioni. Tuttavia, le sue due materie di studio principali in questi anni sono la direzione e la composizione.
Fricsay descrive così le influenze più significative degli anni passati all'Accademia: "Kodály teneva meravigliose lezioni di composizione, che seguivamo con entusiasmo. Partecipavamo volentieri alle lezioni di musica da camera tenute da Leó Weiner. E, ogni volta che ne avevamo l'opportunità, ci introducevamo di nascosto alle lezioni di pianoforte di Bartók. [...] Non so se in quell'epoca ci fosse un altro istituto in grado di offrire un'educazione di tale qualità." In quegli anni, contribuiscono a consolidare il suo impegno per una carriera di direttore d'orchestra i concerti tenuti a Budapest da veri e propri giganti della bacchetta quali Mengelberg, Weingartner, Kleiber, Schuricht, Furtwängler, Klemperer e Bruno Walter. Quando possibile, partecipava anche alle prove mattutine. "Consideravamo queste esperienze delle vere e proprie gioie della vita," commenta nelle sue note biografiche.
La prima direzione di Fricsay risale a quando aveva 15 anni ed è frutto di un imprevisto. Suo padre dirigeva abitualmente un concerto settimanale alla radio ungherese. Un pomeriggio, il programma musicale prevede come pezzo iniziale "l'Arrivo degli Ospiti" dall'opera Tannhäuser di Wagner. L'orchestra ha già accordato gli strumenti ed è pronta a suonare, ma suo padre non si fa vedere. Il membro più anziano dell'orchestra gli chiede se è pronto a subentrare nella direzione. "Certo, accettai con grande entusiasmo," rammenta Fricsay. "Iniziai tutto splendidamente e nel bel mezzo del brano si aprì la porta, e ho ancora l'immagine di mio padre sulla soglia, sbalordito nel vedere suo figlio dirigere al suo posto. Il brano successivo lo diresse lui, naturalmente." Dopo il concerto, suo padre gli chiede come mai abbia diretto al suo posto. Fricsay ricorda di aver detto: "Padre, volevo salvare la situazione. E poi l'orchestra mi ha incoraggiato. Ecco perché l'ho fatto." Mio padre mi guardò dritto negli occhi e rimase in silenzio per un po'. Mi sentii molto a disagio. Poi disse: A proposito, non è stato affatto male."
All'età di 16 anni, Fricsay succede a suo padre come direttore dell'Orchestra dei Giovani Musicisti, costituita da giovani talenti musicali dai 14 ai 16 anni d'età.
Nel 1933 sostiene e supera brillantemente il suo saggio finale all'Accademia. Per l'occasione dirige l'ouverture "Cyrano de Bergerac" (una sua composizione originale) affiancata da estratti da I maestri cantori di Norimberga.

### 1933-1945. Anni ungheresi
Subito dopo essersi laureato, gli viene offerto il posto di répétiteur per il coro dell'Opera di Budapest. Lo rifiuta per candidarsi invece come direttore musicale dell'Orchestra Filarmonica di Seghedino (la seconda città più popolosa dell'Ungheria di allora), dove viene selezionato fra 57 candidati. Rimarrà a capo dell'orchestra per un decennio, fino al 1943. Nello stesso periodo ricopre anche la carica di direttore della banda militare.
Questo decennio è un periodo di gran fermento per Fricsay. Mentre come direttore della banda militare si esibisce nelle piazze della città con la sua banda di ottoni, allo stesso tempo, come direttore della Filarmonica, si dedica con energia a reinventare completamente la vita concertistica della città. L'intensificazione delle prove contribuisce a migliorare in breve tempo gli standard artistici. Il numero degli abbonati aumenta da duecentosessanta a duemila. Direttori e solisti di fama internazionale come Bartók, Dohnányi, Failoni, Ferencsik, Kodály, Mengelberg e Sándor accettano con piacere di esibirsi a Seghedino. Fricsay si occupa delle prove anche per i direttori ospiti, e ciò gli dà l'opportunità di misurarsi con opere del calibro delle sinfonie di Bruckner e Mahler. Anche il festival estivo di Seghedino riceve nuovo slancio grazie al suo contributo.
Il 1936 è l'anno di due prime esecuzioni di Fricsay, la sua "Grande Messa in Do" e la sua musica incidentale per La tragedia dell'uomo, il capolavoro del grande poeta e filosofo ungherese Imre Madách. Sempre nel 1936, fonda la sezione operistica del teatro cittadino di Seghedino, una controparte minore dell'Opera di Corte di Vienna. Fra le opere qui dirette si annoverano Rigoletto, Un ballo in maschera, La traviata, Carmen, Faust. Fricsay aumenta l'attrattiva delle sue produzioni operistiche invitando rinomati cantanti ospiti dall'Opera di Stato di Budapest. Le notizie del suo successo giungono a Vienna, dove nel 1937 è invitato a dirigere un concerto con l'Orchestra Sinfonica di Vienna.
Nel 1942, Fricsay viene processato in un tribunale militare dal governo di Miklós Horthy per aver impiegato musicisti ebrei e per avere lui stesso "sangue ebraico" (da parte di sua madre). Successivamente, quando i nazisti occupano l'Ungheria nel 1944, il caporedattore del quotidiano di Seghedino mette in guardia Fricsay, informandolo che la Gestapo ha intenzione di arrestarlo. Per evitare questa sorte, Fricsay e sua moglie Marta (nata Telbisz), insieme ai loro tre figli Marta, Ferenc e Andras decidono di nascondersi clandestinamente a Budapest.
Nel gennaio 1945, mentre le truppe tedesche e sovietiche sono ancora in combattimento in alcune parti di Budapest, un emissario dell'Orchestra Metropolitana di Budapest (oggi la Filarmonica Nazionale Ungherese) visita Fricsay e gli chiede di dirigere un concerto previsto per la fine del mese in un teatro in gran parte intatto vicino al suo nascondiglio. Questo incarico risulta in un invito ad assumere permanentemente la direzione dell'orchestra insieme a László Somogyi. Finalmente, il 26 aprile 1945, fa il suo tanto atteso debutto all'Opera di Stato di Budapest con La Traviata di Verdi. Fricsay resterà con la compagnia come primo direttore d'orchestra fino a marzo 1949. L'Opera di Budapest occupava una posizione di prestigio fra i teatri d'opera internazionali, non da ultimo perché Otto Klemperer vi dirigeva spesso (ed è proprio Klemperer che si occuperà di prendere Fricsay sotto la sua ala e studiare con lui le sinfonie di Mozart).

### 1946-1956. Riconoscimento internazionale
Nel 1947 giunge un invito per l'Orchestra Metropolitana a esibirsi al Festival di Vienna, un evento di grande risonanza. Il 26 giugno, Fricsay dirige opere tra cui i Due Ritratti di Bartók e la Sinfonia n. 9 di Dvorák, "Dal Nuovo Mondo". Herbert von Karajan è tra il pubblico e, impressionato dalla sua performance, raccomanda Fricsay a Gottfried von Einem, il quale era in cerca di un assistente per affiancare il già malato Otto Klemperer nella preparazione della prima rappresentazione della sua nuova opera Dantons Tod al prossimo Festival di Salisburgo. Dopo essere stato contattato dal compositore e aver studiato lo spartito la notte successiva, Fricsay accetta l'incarico. Nel bel mezzo delle prove a Salisburgo, Klemperer cancella definitivamente. Fricsay prende il suo posto, e il concerto del 6 agosto 1947, la prima rappresentazione di un'opera contemporanea al Festival di Salisburgo, è un enorme successo e segna la svolta internazionale per il trentatreenne ungherese.
Fricsay riceve varie offerte, ma solo una cattura il suo interesse: un contratto come direttore ospite presso l'Opera di Stato di Vienna. Tuttavia, nelle due stagioni successive si sente sempre più estraniato a causa delle continue esibizioni e dei cambiamenti nel personale. Così, dopo un altro grande successo a Salisburgo con la prima de Le vin herbé di Frank Martin, nel 1948 si trasferisce a Berlino Ovest, dove diviene direttore musicale al teatro d'opera di Charlottenburg e direttore principale della RIAS-Symphonie-Orchester con la quale debutta il 12 dicembre 1948. La collaborazione con la RIAS-Symphonie-Orchester si rivelerà la più decisiva della carriera artistica di Fricsay.
Nello stesso mese di dicembre 1948, dopo aver debuttato anche con i Berliner Philharmoniker (16 dicembre), Fricsay firma un altro contratto che avrà un ruolo chiave nella sua carriera: un contratto esclusivo con la Deutsche Grammophon Gesellschaft, diventando così uno dei primi artisti di fama internazionale a non registrare mai per un'altra etichetta.
Sotto la leadership di Fricsay, la RIAS presenta programmi e ospiti di tale livello da farla rivaleggiare a pieno titolo con i Berliner. A partire già dalla fine degli anni '40, direttori come Leo Blech, Karl Böhm, Antal Dorati, Eugen Jochum e Georg Solti sono ospiti abituali dell'orchestra. Ad essi si uniscono successivamente Ernest Ansermet, Otto Klemperer, Igor Markevitch ed Eugene Ormandy. A partire dalla metà degli anni '50, direttori più giovani come Wolfgang Sawallisch, Bernard Haitink e l'emergente Lorin Maazel appaiono più frequentemente con l'orchestra. Fra i solisti, figurano nomi di spicco quali i pianisti Géza Anda, Claudio Arrau, Wilhelm Backhaus, Robert Casadesus, Alfred Cortot, Walter Gieseking, Friedrich Gulda, Annie Fischer e Clara Haskil; i violinisti Yehudi Menuhin, Wolfgang Schneiderhan, Christian Ferras, Johanna Martzy, Erika Morini, Tibor Varga e Gioconda de Vito; i violoncellisti Enrico Mainardi, Antonio Janigro e Pierre Fournier.
Verso la metà degli anni '50, si va cristallizzando il tipico ensemble di Fricsay, composto principalmente da Dietrich Fischer-Dieskau, Josef Greindl, Elisabeth Grümmer, Maria Stader, Ernst Haefliger, Géza Anda, Annie Fischer, la coppia di marito e moglie Irmgard Seefried e Wolfgang Schneiderhan, Gerty Herzog e Margrit Weber, e negli anni successivi anche Yehudi Menuhin. Quando questi artisti si esibivano con l'orchestra sotto la direzione di Fricsay, le loro performance erano personali, espressive, memorabili e profetiche.
Nonostante i suoi due incarichi a Berlino lo tengano più che occupato, Fricsay trova comunque il tempo per apparizioni come direttore ospite, per le quali gli inviti si fanno sempre più frequenti. Nel 1950 dirige Le nozze di Figaro di Mozart al Festival di Edimburgo e fa il suo debutto al Teatro Colón di Buenos Aires con Carmina Burana di Orff. Nel 1951, Fricsay dirige al Teatro San Carlo di Napoli, dove porta in scena Fidelio con Peter Anders nel ruolo di Florestan e Il castello di Barbablù di Bartók.
Nel 1953, Fricsay intraprende un tour concertistico negli Stati Uniti, esibendosi con diverse orchestre in una serie di programmi musicali che spaziano con maestria da Haydn a Bartók. Nei concerti realizzati con la San Francisco Symphony, spicca una memorabile esecuzione del Concerto per pianoforte n. 2 di Brahms con Arthur Rubinstein come solista. Il concerto a Houston viene accolto con entusiasmo tale che Fricsay firma un contratto di diversi anni come successore di Efrem Kurtz. Tuttavia, nonostante un inizio promettente come direttore a Houston, il contratto viene prematuramente interrotto nel 1955 a causa di interferenze e promesse non mantenute da parte del consiglio direttivo dell'Orchestra sinfonica di Houston.
Nel 1955, Fricsay diviene direttore artistico dell'Opera di Stato della Baviera, iniziando la sua prima stagione nel 1956/57. Durante il festival d'opera, ottiene un grande successo dirigendo Otello di Verdi a Monaco. Nello stesso periodo, realizza un tour concertistico in Israele con la Israel Philharmonic Orchestra che gode di una straordinaria ricezione critica. Sempre nel 1956, dedica il concerto monacense del giorno di Ognissanti alle vittime dell'invasione sovietica in Ungheria eseguendo il Psalmus Hungaricus di Kodály, che il suo maestro aveva originariamente composto proprio per ricordare "che il popolo magiaro ha vissuto lunghe epoche di cattività, oppressione e violento dominio imposto da stranieri".

### 1957-1963. Vetta artistica e ultimi anni
Alla fine del 1958, Fricsay affronta una grave malattia che mette a rischio la sua vita. Dopo due gravi interventi chirurgici alla fine di dicembre e all'inizio di gennaio, impiega circa nove mesi per rimettersi. Durante questo periodo, decide di riunirsi alla sua vecchia orchestra, ora chiamata Radio-Symphonie-Orchester Berlin, in modo permanente, anche se Berlino sta attraversando una seconda crisi dopo l'ultimatum di Chruščëv del novembre 1958, che richiedeva l'abbandono dell'amministrazione a quattro potenze e la trasformazione di Berlino in una "città libera". Il ritorno di Fricsay al suo vecchio podio nel settembre 1959 è straziante. Davanti alla sua RSO si erge una figura terribilmente magra, fragile, quasi trasparente, che però non sembra aver sacrificato nulla della sua energia originale. Si getta a capofitto nel suo lavoro come se sapesse che non gli resta molto tempo.
Alla fine del mese, Fricsay dirige il concerto inaugurale nella Masurenallee, dove aveva tenuto il suo debutto a Berlino quasi 11 anni prima. Questo concerto è anche un evento storico, dal momento che la trasmissione in diretta del Psalmus Hungaricus di Kodály e della Grande Messa di Mozart è la prima trasmissione stereo in diretta mai realizzata dalla radio tedesca.
Nel mese di ottobre, Fricsay rinnova i suoi legami con la Berliner Philharmoniker, con cui esegue i Kindertotenlieder di Mahler insieme al trentaquattrenne Dietrich Fischer-Dieskau. Successivamente, Fricsay e l'orchestra si spostano alla Jesus-Christus-Kirche, dove registrano la Sinfonia n. 9 "Dal Nuovo Mondo" di Dvořák, un disco che diventerà uno dei titoli di riferimento e di maggior successo della Deutsche Grammophon.
Durante il 1960, nonostante i problemi di salute, Fricsay riesce a soddisfare tutti i suoi impegni concertistici, operistici e discografici, realizzando registrazioni che ancora oggi stabiliscono lo standard di riferimento. Fra queste spiccano in particolare il Concerto per pianoforte n. 2 di Brahms con il suo amico Géza Anda, il Concerto triplo di Beethoven con Wolfgang Schneiderhan, Pierre Fournier e Géza Anda, e poi le Variazioni su un tema di Paganini di Rachmaninov con Margrit Weber e il mottetto Exsultate, jubilate di Mozart con Maria Stader.
Nel giugno 1960, Fricsay organizza un evento musicale rivoluzionario, utilizzando la televisione per portare la musica classica all'attenzione del grande pubblico. Conducendo la Southwest German Radio Symphony Orchestra in una prova aperta de La Moldava di Smetana e successivamente eseguendo l'opera in concerto, Fricsay concede per la prima volta al pubblico una prospettiva privilegiata sul processo di creazione musicale.
Il 1961 è per Fricsay un anno ancora più ricco. Nel mese di aprile, si esibisce insieme alla Radio-Symphonie-Orchester e al solista Yehudi Menuhin in 13 città europee fra cui Londra e Parigi, in un tour che si rivelerà un successo. Di ritorno a Berlino, Fricsay intraprende un'altra serie di concerti, stavolta in Austria. Durante il tour, vengono alternati due programmi musicali, uno di Bartók, che include il Concerto per violino e orchestra n. 2 con Menuhin, e uno di Beethoven, con il Concerto per pianoforte e orchestra n. 1 con Géza Anda come solista. Nell'ottenere un plauso internazionale, questi concerti contribuiscono a riabilitare, a 16 anni dalla catastrofe della guerra, l'immagine della Germania e di Berlino Ovest come parte viva del mondo occidentale civilizzato.
Dopo l'entusiastica accoglienza riservata al suo programma televisivo su La Moldava, Fricsay decide di proseguire l'esperimento, ma stavolta con la sua "propria" orchestra. Nella Masurenallee, dal 30 ottobre al 1 novembre si svolgono una prova e una performance de L'apprendista stregone di Paul Dukas, e dal 13 al 15 novembre della Suite di Háry János di Kodály, il tutto registrato per la rete televisiva Sender Freies Berlin. La produzione televisiva di Kodály era stata preceduta il 2 e 3 novembre dalla registrazione fonografica della Suite di Háry János e dalla Marcia Ungherese (Marcia Rákóczy) da La dannazione di Faust di Hector Berlioz. Il fatto che proprio questa Marcia sia l'ultima registrazione di Fricsay sembra perfettamente appropriato, considerando che spesso la utilizzava come bis durante i suoi tour.
Il mese di novembre segna quello che si rivelerà essere l'addio di Fricsay alla vita concertistica di Berlino. Il 10, 11 e 12 novembre dirige il suo ultimo concerto della stagione, eseguendo Le stagioni di Haydn, un altro pilastro del suo repertorio. Dopo di questo ci sarà solo un'altra apparizione di Fricsay con la sua orchestra. Il governo federale tedesco aveva cancellato il ballo della stampa a causa dell'acuita divisione della Germania causata dalla costruzione del Muro il 13 agosto. In sostituzione, Fricsay e la RSO sono invitati a tenere un concerto nella Beethovenhalle di Bonn. Per l'occasione, Fricsay decide di onorare il figlio più famoso di Bonn con esecuzioni della sua Ouverture di Egmont, il Concerto per pianoforte e orchestra n. 1 e la Settima sinfonia.

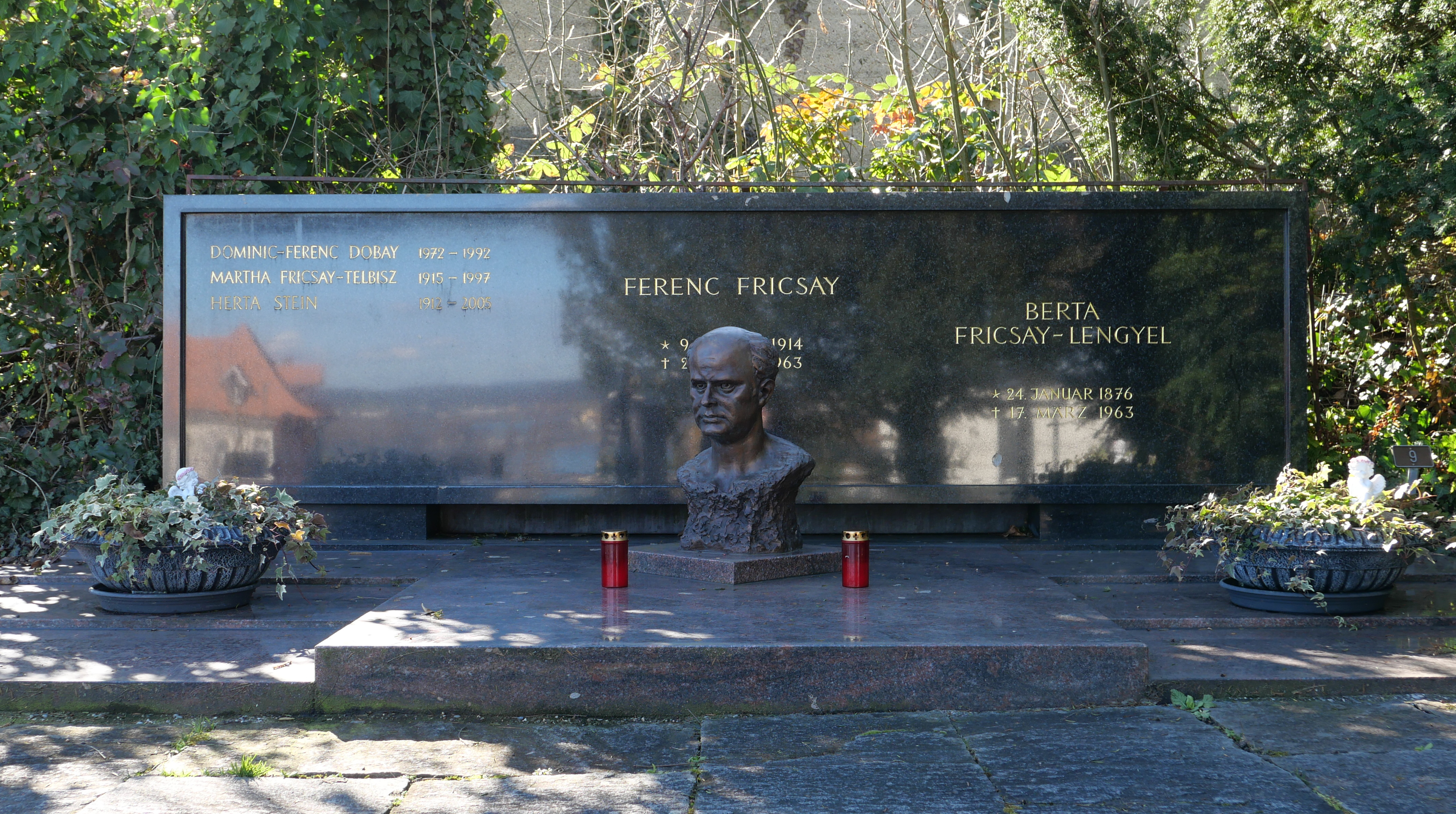
La tomba nel 2024 con un busto di Fricsay e il Lago di Costanza riflessi nella lapide.

All'inizio di dicembre Fricsay dirige il suo ultimo concerto, nel quale presenta la prima di Londra della Sinfonia di Kodály con la London Philharmonic Orchestra. Subito dopo, Fricsay si ammala nuovamente in modo grave. Dopo lunghi mesi di intensi dolori e una serie di gravi operazioni, Fricsay muore a Basilea il 20 febbraio 1963, all'età di 48 anni, a causa di una perforazione della cistifellea diagnosticata troppo tardi.
Fricsay trovò la sua ultima dimora nel cimitero di Ermatingen nel cantone svizzero di Turgovia, dove la famiglia si stabilì nel 1952. Sua madre Berta, nata Lengyel (1876-1963), morì meno di un mese dopo Fricsay e fu sepolta nello stesso cimitero. grave. Anche suo nipote Dominic-Ferenc Dobay (1972-1992), la sua prima moglie Martha Fricsay-Telbisz (1915-1997) e Herta Stein (1912-2005) furono sepolti nello stesso sito. Nel 2015 la tomba è stata dichiarata dal comune monumento commemorativo protetto dallo scioglimento.

## Lascito e influenza
Nel suo elogio commemorativo, il maestro intellettuale Zoltán Kodály scrisse così di Ferenc Fricsay: "La sorte è stata benevola nei suoi confronti, permettendogli di vivere gli ultimi anni della sua vita in vetta a un successo insuperabile. Tuttavia, è stata crudele a privarlo e a privare tutti noi di quei frutti maturi che si sarebbero potuti sviluppare su quella vetta straordinaria".
Le sue registrazioni degli ungheresi Bartók e Kodály rappresentarono un significativo contributo alla loro diffusione, e in molti casi sono tuttora annoverate fra le edizioni di riferimento delle rispettive opere. Inoltre, fu Fricsay a rendere noti i suoi mentori ungheresi nelle sale da concerto europee.
A ciò vanno aggiunte le numerose registrazioni di opere di Haydn, Mozart e Beethoven, alcune delle quali influenzarono significativamente lo standard interpretativo delle generazioni successive. Ad esempio, Claudio Abbado diceva di apprezzare Fricsay soprattutto come un interprete mozartiano, menzionando in particolare la celebre registrazione dello Exsultate, jubilate con Maria Stader.
Va anche sottolineato che Fricsay fu uno dei protagonisti del passaggio da mono a stereo, oltre che dell'uso del mezzo televisivo a scopi divulgativi.
Oggetto di discussione fra i critici musicali è stato l'effetto della sua prima grave malattia nel 1958/59, dopo la quale si situano alcuni dei suoi contributi discografici più memorabili, come le sue registrazioni della Sinfonia "Dal Nuovo Mondo" di Dvořák, Les préludes di Liszt, e il Doppio concerto di Brahms.
Molti apprezzano anche il suo ciclo incompiuto delle sinfonie di Beethoven, dal quale peraltro fu tratta la registrazione della Sinfonia n. 9 (Beethoven) del 1958 che appare nella colonna sonora di Arancia meccanica.
Fra le interpretazioni operistiche, spiccano una eterea versione in tedesco di Orfeo ed Euridice di Gluck (1956) e un incisivo Don Giovanni di Mozart con Dietrich Fischer-Dieskau, tutt'oggi una delle colonne portanti del catálogo Deutsche Grammophon.

## Carriera musicale
- 1933-1943 Direttore della Musical Orchester Vaters e dell'Orchestra Filarmonica di Seghedino;
- 1945-1948 Staatsoper di Budapest;
- 1946 - Dirige presso la Volksoper di Vienna la Carmen;
- 1947 - Prima della Morte di Danton al Festival di Salisburgo;
- 1949-1952 Direttore d'Orchestra del RIAS; Direttore generale della musica del Metropolitan Opera;
- 1950-1955 Spettacoli e concerti in: Argentina, Inghilterra, Israele, Monaco, Stati Uniti e in molti altri paesi;
- 1956-1958 Direttore generale della musica della Bayrischen Staatsoper (Lucia di Lammermoor, etc.) e del Cuvilliés Teatro di Monaco (Le nozze di Figaro);
- 1959 Direttore Capo della Radio-Symphonie-Orchester al Sender Freis di Berlino;
- 1961 Tour col violinista Yehudi Menuhin e la RSO per l'apertura della nuova Deutsche Opernhaus di Berlino;
- 1962 pubblica il libro A proposito di Mozart e Bartók.

## Discografia parziale
- Bartok, Conc. pf. n. 1-3 - Anda/Fricsay/RSO Berlin, Deutsche Grammophon
- Bartok: Bluebeard's Castle; Cantata profana - Dietrich Fischer-Dieskau/Ferenc Fricsay/Helmut Krebs/Hertha Töpper/Radio Symphony Orchestra of Berlin, Deutsche Grammophon
- Bartok: Concerto for Orchestra; Music for Strings, Percussion & Celesta - Ferenc Fricsay/Radio Symphony Orchestra of Berlin, Deutsche Grammophon
- Beethoven, Sinf. n. 9/Egmont - Fricsay/BPO/Seefried/Fischer-D, 1958 Deutsche Grammophon
- Beethoven: Triple Concerto; Brahms: Double Concerto - Ferenc Fricsay/Géza Anda/János Starker/Pierre Fournier/Radio-Symphonie-Orchester Berlin/Wolfgang Schneiderhan, Deutsche Grammophon
- Dvorak Smetana Liszt, Sinf. n. 9/Moldava/Préludes - Fricsay/BPO/RSO Berlin, 1960 Deutsche Grammophon
- Haydn: Symphonies Nos. 44, 95 & 98 - Ferenc Fricsay/RIAS Symphonie-Orchester Berlin, Deutsche Grammophon
- Kodály: Háry Janos Suite; Psalmus Hungaricus; Galántai táncok; Marosszéki táncok - Ernst Haefliger/Ferenc Fricsay, Deutsche Grammophon
- Mozart: Don Giovanni - Ferenc Fricsay/Radio Symphony Orchestra of Berlin/Dietrich Fischer-Dieskau, 1959 Deutsche Grammophon
- Mozart: Die Zauberflöte - Ferenc Fricsay/Radio Symphony Orchestra of Berlin/RIAS Kammerchor, 1955 Deutsche Grammophon
- Mozart: Die Entführung aus dem Serail; Exsultate, jubilate - Ernst Haefliger/Ferenc Fricsay/Josef Greindl/Maria Stader/Martin Vantin/Radio Symphony Orchestra of Berlin/Rita Streich, 1954 Deutsche Grammophon
- Mozart: Le nozze di Figaro - Radio-Symphonie-Orchester Berlin/Ferenc Fricsay/Renato Capecchi/Dietrich Fischer-Dieskau, 1961 Deutsche Grammophon
- Mozart: Symphonies Nos. 29, 39-41 - Wiener Philharmoniker/Ferenc Fricsay, Deutsche Grammophon
- Mozart Haydn, Grande Messa/Te Deum - Fricsay/Stader/Töpper/Sardi, 1960 Deutsche Grammophon
- Rossini: Stabat Mater - Orchestre Symphonique de la Radio de Berlin/Chorale de la cathédrale Sainte-Edwige/Ferenc Fricsay, 2014 Editions Jade
- Strauss J., Storielle del bosco viennese - Fricsay/RSO Berlin, 1961 Deutsche Grammophon
- Johann Strauss II: Walzer Und Polkas - Radio-Symphonie-Orchester Berlin/Ferenc Fricsay, Deutsche Grammophon
- Verdi, Messa da requiem - Fricsay/Stader/Krebs/Borg, Deutsche Grammophon
- Fricsay: A Life In Music - 2003 Deutsche Grammophon
- Fricsay, Integrale delle registrazioni per Deutsche Grammophon - Vol. 1: Musiche per orchestra, 2014 Deutsche Grammophon
- Fricsay, Integrale delle registrazioni per Deutsche Grammophon - Vol. 2: Opera e musica corale, 2014 Deutsche Grammophon
- Fricsay, Liszt/Mozart/Smetana/Beethoven - BPO/RSO-Berlin, 1958/1960 Deutsche Grammophon

## DVD parziale
- Mozart: Don Giovanni - Fischer-Dieskau/Berry/Grummer/Fricsay, 1961 Arthaus Musik